# Abedalá ibne Alaftas
Abedalá ibne Maomé ibne Maslama ibne Alaftas (Abd Allah ibn Muhammad ibn Maslamah ibn al-Aftas), também conhecido como Almançor (c. 980 — 30 de dezembro de 1045), foi o 2º rei da Taifa de Badajoz desde 1022 até à sua morte em 1045. Foi o fundador da dinastia aftácida e durante o seu reinado tiveram início os confrontos entre a taifa de Badajoz e a de Sevilha, que durariam até depois da sua morte.

## Biografia

### Juventude e subida ao poder
Abedalá ibne al-Aftas nasceu no que é hoje a comarca de Los Pedroches, situada no ponto onde se encontram os limites das províncias de Córdova, Badajoz e Cidade Real. Era um berbere da tribo dos Mecnassas. Os seus antepassados tinham ido para a Península Ibérica recrutados por Tárique ibne Ziade, o comandante das tropas muçulmanas que conquistaram a Península nos primeiros anos do século VIII.
Foi lugar-tenente ou vizir de Sabur, um liberto eslavo que foi um alto oficial ao serviço do califa de Córdova Aláqueme II que durante a derrocada do califado declarou a independência dos territórios que governava, fundando assim a taifa de Badajoz. Quando Sabur morreu em 1022, Abedalá passou a ser regente em nome dos dois filhos menores de Sabur, Abedal Maleque e Abdalazize. No entanto pouco tempo depois Abedalá decidiu ignorar os direitos de sucessão dos jovens e usurpou o trono para si. Abedal Maleque e Abdalazize reclamaram em vão a sucessão e acabaram por ver-se obrigados a fugir de Badajoz, instalando-se em Lisboa, onde declararam a independência com o apoio dos lisboetas.
Quando se tornou rei, Abedalá tomou o título de Almançor ("o vitorioso"). Um exército enviado a Lisboa, comandado por um dos seus filhos, sofreu uma pesada derrota, sendo obrigado a voltar a Badajoz. Passado algum tempo Abdalazize morreu e o irmão Abedal Maleque revelou-se um rei incapaz, que causou o desagrado dos habitantes de Lisboa. Estes enviaram secretamente emissários a Abedalá Almançor, oferecendo-lhe a submissão da cidade. O monarca badajocense enviou para Lisboa um dos seus filhos que alguns historiadores identificam com o seu sucessor Almuzafar I apesar dos registos históricos não mencionarem o seu nome. As tropas de Badajoz apoderam-se de toda a costa atlântica e derrotam Abedal Maleque, que procurou refúgio em Córdova, onde viveu até morrer. Tudo isto aconteceu entre 1022 e 1023.

### Guerras com os Abádidas
Ainda em 1023 começaram os confrontos entre os Aftácidas e os Abádidas de Sevilha. A guerra iria prolongar-se durante todo o reinado de Abedalá e só terminaria durante o reinado do seu filho. Na origem dos conflitos estava a ambição do recém-chegado ao poder sevilhano, Abade Alcacim Maomé (Abade I) de expandir os seus domínios à custa dos territórios dos seus vizinhos. A guerra estalou quando Abade Alcacim empreendeu uma expedição ao que é hoje a região centro de Portugal com objetivo de recrutar mercenários para poder concretizar os seus planos de conquista. A região tinha feito parte dos domínios da efémera taifa lisboeta de Abedal Maleque e embora formalmente estivessem sob jurisdição de Abedalá, era a parte mais vulnerável do reino Aftácida, onde havia vários enclaves moçárabes que dificultavam o controlo efetivo desde Badajoz. Os sevilhanos atacaram primeiro na zona entre os rios Douro e Mondego, onde assaltaram os castelos de Alafoens e capturaram 300 prisioneiros que foram integrados nas hostes militares abádidas. A fraca resistência oposta pelos Aftácidas fez aumentar as ambições de Abul Alcacim, que mandou reforçar as defesas de Beja para utilizar aquela cidade como base para futuras campanhas militares contra a Taifa de Badajoz.
Ao ter conhecimento dos planos do inimigo, em 1030 Abedalá enviou contra Beja um exército comandado pelo seu filho Maomé, a fim de tomar a cidade. Para fazer frente a esse exército, Abul Alcacim deu o comando das suas tropas ao filho Ismail e negociou uma aliança com Maomé I de Carmona. Os dois exército aliados marcharam para defender Beja e pelo caminho devastaram as regiões Aftácidas de Évora e Lisboa. Ao rei de Badajoz de nada serviu o apoio que lhe foi oferecido pelo reisete de Mértola, ibne Taifur. Os Afássidas sofreram uma pesada derrota, o príncipe Maomé foi capturado tendo sido levado preso para Carmona e os territórios do reino badajocense foram assolados por terríveis razias por parte dos sevilhanos e carmonenses.
à derrota seguiu-se um curto período de paz, durante o qual foram reparadas e reforçadas as muralhas de Badajoz, tendo sido construídos mais muros e torres. A guerra reacendeu-se em 1034, quando Abedalá atacou um exército sevilhano que regressava de combates em territórios do Reino de Leão atravessando terras do reino Aftácida. As tropas de Abedalá surpreenderam o exército sevilhano num desfiladeiro entre Lisboa e o mar, tendo provocado grandes estragos nos atacados; os derrotados foram seguidamente perseguidos sem piedade e as crónicas relatam que os sevilhanos tiveram que comer os próprios cavalos para sobreviverem. Os cronistas são unânimes em afirmar que foi este episódio que originou o ódio profundo entre os dois reinos.
Não há dados históricos sobre os últimos anos do reinado de Abedalá ibne al-Aftas. Sabe-se apenas a data em que morreu e que no ano anterior a isso acontecer houve novamente confrontos com Sevilha, desta vez liderados do lado sevilhano por Almutadide. Abedalá foi sucedido no trono de Badajoz pelo seu filho Maomé, que tomou o nome de Almuzafar (Almuzafar I).